# Темниковский сельсовет
Темниковский сельсовет — упразднённая административно-территориальная единица, существовавшая на территории Московской губернии и Московской области до 1954 года.
Темниковский сельсовет был образован в первые годы советской власти. По данным 1924 года он входил в состав Разинской волости Московского уезда Московской губернии.
По данным 1926 года в состав сельсовета входил 1 населённый пункт — деревня Темниково.
12 июля 1929 года Темниковский с/с был отнесён к Реутовскому району Московского округа Московской области.
23 июля 1930 года Московский округ был упразднён и Реутовский район перешёл в прямое подчинение Московской области.
19 мая 1941 года Реутовский район был переименован в Балашихинский.
14 июня 1954 года Темниковский с/с был упразднён. При этом его территория была передана в Фенинский с/с.